# CE Benito
Le Club Esportiu Benito est un ancien club andorran de football, basé à Sant Julià de Lòria. Le club est fondé en 1997 et il est dissous en 2000.

## Historique du club
- 1997 : fondation du club
- 1997 : 1re participation en Liga de Primera Divisió
- 2000 : dissolution du club

## Palmarès
- Championnat d'Andorre :
  - Meilleure performance : 7e (1998 et 1999)